# Supremum

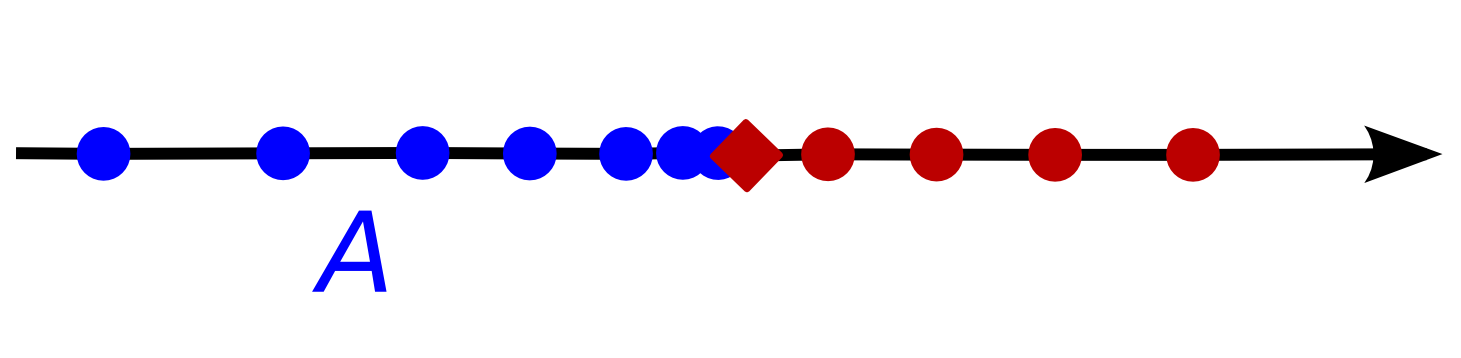
A is een verzameling van reële getallen
elementen van A
bovengrenzen De kleinste van de bovengrenzen, de rode ruit, is het supremum van A.

In de ordetheorie, een deelgebied van de wiskunde, is het supremum, meervoud suprema, afgekort tot {\displaystyle \sup }, van een deelverzameling van een verzameling met een partiële ordening de kleinste van alle bovengrenzen van die deelverzameling. Het is mogelijk, dat het supremum zelf geen element van de betreffende deelverzameling is, dit zal het geval zijn als de deelverzameling niet een element bevat dat het maximum is. Een bovengrens van een deelverzameling is een zodanig element dat geen element in de deelverzameling groter is dan die bovengrens. Elk element in de deelverzameling is kleiner dan een bovengrens of eventueel daaraan gelijk. Suprema van verzamelingen van reële getallen zijn een veelvoorkomend speciaal geval, die vooral belangrijk zijn in de analyse. 
Als een deelverzameling een maximum heeft, dan is dat maximum tevens het supremum.  
Een supremum bestaat niet in alle gevallen, maar als een supremum bestaat is het uniek. Als de deelverzameling geen enkele bovengrens heeft, bestaat er geen supremum, maar ook een niet-lege verzameling bovengrenzen hoeft geen kleinste element te hebben. Een voorbeeld daarvan is de deelverzameling van getallen binnen de verzameling rationale getallen waarvan het kwadraat kleiner is dan 2.
Het supremum heeft als duale begrip het infimum.

## Definitie
Laat {\displaystyle V} een partieel geordende verzameling zijn met orderelatie {\displaystyle \leq } en {\displaystyle D} een deelverzameling van {\displaystyle V}. 
Een element {\displaystyle b\in V} is een bovengrens van {\displaystyle D} als voor alle {\displaystyle x\in D} geldt: {\displaystyle x\leq b}.
Een bovengrens {\displaystyle s} van {\displaystyle D} heet supremum van {\displaystyle D}, genoteerd als {\displaystyle \sup(D)}, als voor elke bovengrens {\displaystyle b} van {\displaystyle D} geldt: {\displaystyle s\leq b}. Het begrip supremum komt dus overeen met kleinste bovengrens van de verzameling bovengrenzen.

## Supremum van een verzameling reële getallen
In de analyse wordt van het supremum of de kleinste bovengrens van een deelverzameling {\displaystyle S} van de reële getallen, aangeduid door {\displaystyle \sup(S)}, niet gesteld dat het soms niet bestaat: als {\displaystyle S} van boven niet begrensd is definieert men {\displaystyle \sup(S)=\infty }, en voor de lege verzameling is het supremum gedefinieerd als {\displaystyle \sup(\varnothing )=-\infty }. Hiermee hebben de reële getallen de belangrijke eigenschap dat elke deelverzameling een supremum heeft. Elke niet-lege begrensde deelverzameling van de reële getallen heeft een supremum in de verzameling van reële getallen.
Voorbeelden zijn:
{\displaystyle \sup\{1,2,3\}=3}
{\displaystyle \sup\{x\in \mathbb {R} :0<x<1\}=\sup\{x\in \mathbb {R} :0\leq x\leq 1\}=1}
{\displaystyle \sup\{(-1)^{n}-{\frac {1}{n}}:n\in \mathbb {N} ^{+}\}=1}
Als {\displaystyle X} en {\displaystyle Y} niet leeg zijn geldt:
{\displaystyle \sup\{x+y:x\in X,y\in Y\}=\sup(X)+\sup(Y)}
Het supremum van een verzameling {\displaystyle \{x,y\}} wordt ook met het symbool {\displaystyle \lor } aangegeven: {\displaystyle x\lor y=\sup\{x,y\}}.